# Leonie van Bladel
Leonie Godefrieda Louisa van Bladel (Utrecht, 22 juni 1939) is een Nederlands voormalig journaliste, presentatrice en politica.

## Loopbaan
Van Bladel doorliep het Bonifaciuslyceum in Utrecht. Naast haar werk als secretaresse, eerst bij het Kunsthistorisch Instituut in Utrecht en later bij het NTS Journaal, volgde ze een cursus aan het Persinstituut te Amsterdam. In 1965 deed ze samen met Sonja Barend een screentest voor omroepster. Deze baan kreeg ze niet en hierna ging ze bij de VPRO werken als programmaregisseuse. In 1966 mocht ze invallen als omroepster en dat bleef ze tot 1973 doen, zowel voor de VPRO als het IKOR. Van Bladel was hiernaast actief als freelance journaliste en werkte als verslaggever en presentator mee aan de radioprogramma's 'Blik op de wereld' (NOS), In de Rooie Haan (VARA) en op televisie aan de actualiteitenrubriek Kenmerk (IKON). Deze rubriek presenteerde ze tot 1983 en hier kwam haar interesse voor ontwikkelingslanden, buitenlandse politiek en culturen tot ontplooiing. Voor de NOS, waar ze in 1977 in vaste dienst kwam, was ze eindredacteur van de radioprogramma's 'Blik op de derde wereld', 'Zorg en hoop' en 'Tambú'. In 1980 werd ze hoofd Afrika van de Wereldomroep.
In de jaren 70 was Van Bladel voorzitster van de Evert Vermeer Stichting. Via Felix Rottenberg kwam ze op de kieslijst van de PvdA voor de Europese Parlementsverkiezingen 1994. In 1996 kwam een ruzie met fractiegenote Hedy d'Ancona, met wie ze een appartement in Brussel deelde, uitgebreid in het nieuws. Van Bladel sprak over een handgemeen en een scheldpartij, D'Ancona ontkende het eerste. In de media werd dit de handtasjesoorlog genoemd. Van Bladel had in september 1996 de PvdA-fractie verlaten en sloot zich als onafhankelijk lid aan bij de Unie voor Europa. Van die fractie werd ze al snel ondervoorzitster en werkte daarin samen met de niet vertegenwoordigde ouderenpartijen AOV en Unie 55+. In 1999 was ze niet verkiesbaar en hierna was ze nog bestuurslid bij het Joods Humanitair Fonds.